# Todd Lowe

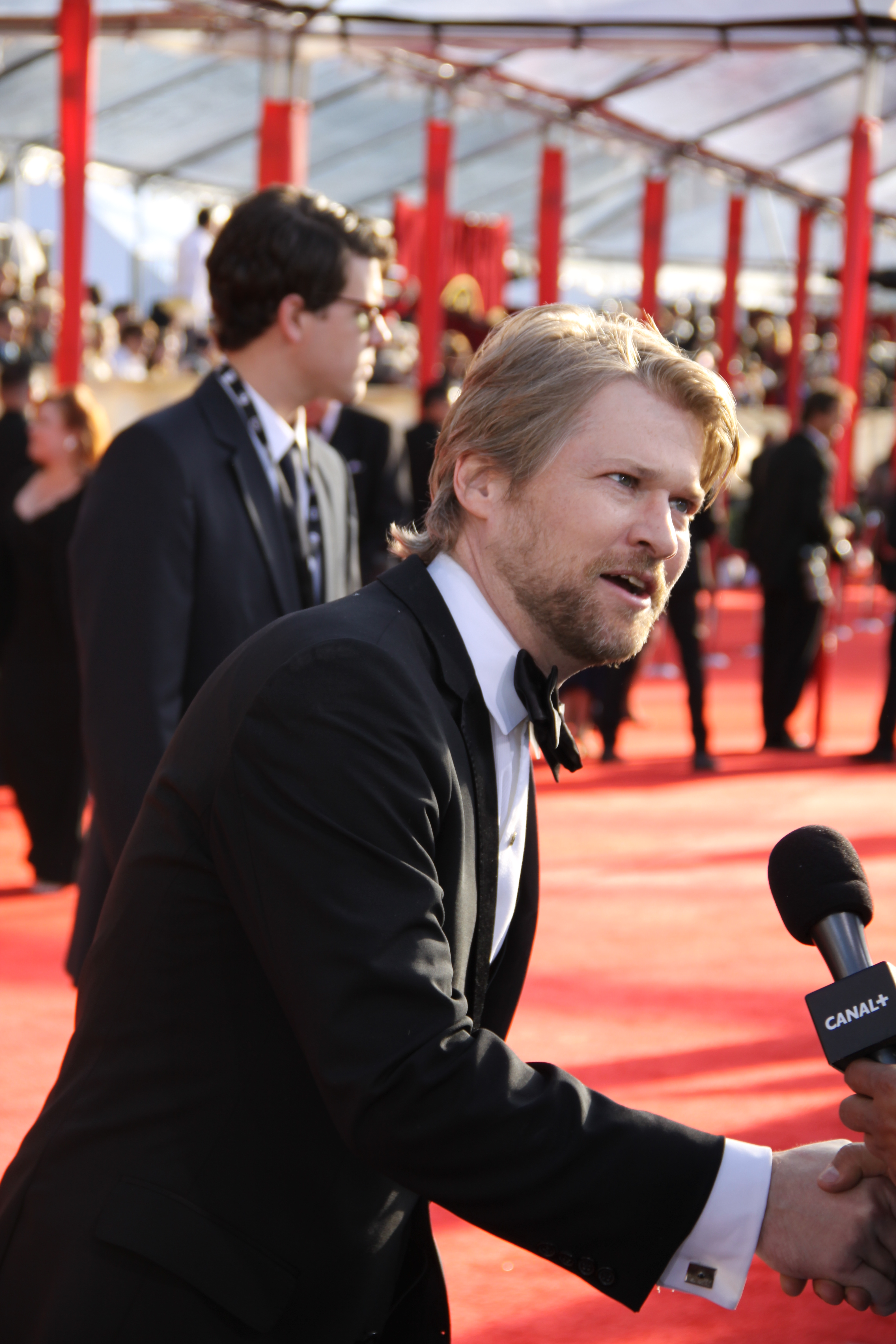
Todd Lowe (2010)

Todd Lowe (* 10. Mai 1977 in Houston, Texas) ist ein US-amerikanischer Schauspieler, der vor allem als Zack in Gilmore Girls bekannt wurde.

## Biographie
Todd Lowe wurde als Sohn von Dan Lee and Bridget Ellen Lowe in Houston geboren, wuchs aber in der texanischen Kleinstadt Humble auf. Er entdeckte früh seine Leidenschaft für die Schauspielerei und war Mitglied der Musicalgruppe Esther's Follies in Austin, Texas. Seither spielte er in etwa 20 Theaterstücken mit. Im Alter von 18 Jahren wurde er für seine Rolle in Three Cuckolds mit dem B. Iden Payne Award ausgezeichnet.
Seinen ersten Fernsehauftritt hatte Lowe im Mai 1997 in der Serie Walker, Texas Ranger.
Lowe spielt ebenso wie sein Charakter bei Gilmore Girls in einer Band, den Pilbilly Knights, mit Kindergartenfreund Schauspieler James Ellis Lane.
Er ist mit Sasha Koziak liiert.

## Filmographie
- 1997–1999: Walker, Texas Ranger (Fernsehserie, 2 Episoden)
- 1999: Texas Story (A Texas Funeral)
- 1999: The Monster Hunter (Natural Selection)
- 2000: Wo dein Herz schlägt (Where the Heart Is)
- 2000: The ’70s (Fernsehfilm)
- 2001: Plötzlich Prinzessin (The Princess Diaries)
- 2002–2007: Gilmore Girls (Fernsehserie, 42 Episoden)
- 2003: Trash (Fernsehfilm)
- 2003: My Dinner with Jimi
- 2004: Silver Lake (Fernsehfilm)
- 2006: Without a Trace – Spurlos verschwunden (Without a Trace, Fernsehserie, Episode 5x10)
- 2007: Redline
- 2008–2014: True Blood (Fernsehserie, 66 Episoden)
- 2009: O2
- 2009: Navy CIS (NCIS, Fernsehserie, 3 Episoden)
- 2009–2017: Ave 43 (Webserie, 31 Episoden)
- 2011: CSI: Miami (Fernsehserie, Episode 9x12)
- 2012: New in Paradise (Fernsehserie, Episode 1x07)
- 2014: Sequoia
- 2014: 50 to 1
- 2014: Oiki: Groove
- 2015: Criminal Minds (Fernsehserie, Episode 11x08)
- 2016: The Remains – Evil Comes To Play (The Remains)
- 2016: Cold (Fernsehserie, 5 Episoden)
- 2016: Gilmore Girls: Ein neues Jahr (Gilmore Girls: A Year in the Life, Miniserie, 3 Episoden)
- 2017: Alamo Downs
- 2017: Shooter (Fernsehserie, 5 Episoden)
- 2018: The Girl on the Roof